# 青函航路
青函航路（せいかんこうろ）は、本州と北海道を結ぶ船舶による定期航路のうち青森駅と函館駅、もしくは青森港と函館港の間に設けられた航路の名称である。

## 概要
本州と北海道を結ぶ主要航路のひとつである。陸奥湾を津軽半島に沿って北上し、平舘海峡を抜け津軽海峡を横断する。函館湾に入り東に進路を取り函館港に至る約113 km。
青森港が陸奥湾の奥にある分、函館港との距離が遠く、江戸時代末期まであまり利用されることはなかった。1846年（弘化4年）にアメリカ合衆国の軍艦が出没するようになり、江戸幕府が奥羽六藩に警備を命じ、往来が増えてからこの航路が主要航路となった。この時期以前は下北半島の佐井村を発着する航路が主要航路で、1803年（享和3年）、江戸幕府はこの佐井 - 函館（箱館）航路を津軽海峡のメインルートと定めている。
津軽海峡内は西から東へ流れる津軽暖流が存在する難所である。青森側より竜飛、中の汐、白神の3つの潮流に分かれており、航路はこれらを横断する。

### 公営やそれを引き継ぐ団体が運営する航路

#### 開拓使
1873年（明治6年）に開拓使が函館 - 青森、函館 - 安渡（現青森県むつ市大湊）間に汽船弘明丸を就航させ、それぞれ月3往復を運航した。

#### 鉄道連絡航路
青函連絡船と通称された、青森駅と函館駅などを結ぶ鉄道連絡航路である。路線名称は「青函航路」。1908年（明治41年）より1988年（昭和63年）まで運航された。

### 民間船舶会社が運航する航路
1861年（文久元年）に青森の滝屋喜蔵が箱館奉行所（再置後の箱館奉行、正式名は箱館御役所）への荷物輸送目的で、箱館定飛脚問屋取次所を開設し、5日1回の頻度で帆船による定期運航をしたことが始まりである。
1873年（明治6年）2月には長州出身の小田藤吉が函館 - 青森間にブラキストンから購入した汽船マギー・ローダー号を青開丸と改称して1ヵ月4往復の頻度で就航させた。
1879年（明治12年）6月30日に郵便汽船三菱会社（のちの日本郵船）が開拓使の代わりに浪花丸をほぼ隔日で就航させ、開拓使は付属船による青函航路を廃止した が、青函連絡船の就航により運賃、速度、客室設備で劣る日本郵船は、1910年（明治43年）に青函航路から撤退した 。
第二次世界大戦後は1964年（昭和39年）頃に青森の財界が「青道フェリー」を設立して就航しようとしたものの、免許取得ができず、大間函館航路を運航していた道南海運との合弁で東日本フェリー（初代）を設立し、1967年（昭和42年）に就航。 
2022年（令和4年）現在は、津軽海峡フェリーと青函フェリーの2社によりフェリー航路が運航されている。

### 競合航路
明治以降に本州と北海道を結んだ主要航路には、青函航路の他に、青森と室蘭を結ぶ青蘭航路がある。1891年（明治24年）9月に本州側は青森まで日本鉄道（後の東北本線）が延伸、北海道側は翌1892年（明治25年）8月に北海道炭礦鉄道が岩見沢 - 室蘭（後の室蘭本線の大半）を延伸した。これにより鉄道のない函館より室蘭の重要性が増した。1893年（明治26年）2月には日本郵船によって青函航路を延長する形で青森 - 函館 - 室蘭間が就航、1906年（明治39年）に青森 - 室蘭間に変更して青蘭航路が成立した。

## 歴史
国鉄による青函航路の歴史については青函連絡船を参照。
- 1861年 青森の滝屋喜蔵が5日1回の帆船による定期航路を開設。
- 1873年（明治6年）
  - 開拓使が函館～青森、函館～安渡（現青森県むつ市大湊）間に汽船弘明丸を就航させる。それぞれ月3往復を運航
  - 同年、長州出身の小田藤吉が函館～青森間に汽船青開丸を就航させる
- 1879年（明治12年）6月30日 郵便汽船三菱会社が青函航路を引き継ぐ
- 1882年（明治15年）共同運輸参入
- 1885年（明治18年）郵便汽船三菱会社と共同運輸の合併により、日本郵船の運航となる
- 1893年（明治26年）2月 日本郵船、青函航路を延長する形で青森-函館-室蘭間就航（青蘭航路の開設）
- 1898年（明治31年）日本郵船、青森側の船入場を浜町から青森駅構内に移転
- 1903年（明治36年）日本郵船の客船東海丸、ロシア船との衝突により沈没。久田佐助船長殉死
- 1908年（明治41年）3月7日　帝国鉄道庁（後の国鉄）が鉄道連絡船（青函連絡船）の運航を開始
- 1910年（明治43年）日本郵船、青函航路から撤退

太平洋戦争終戦
- 1967年（昭和42年）道南海運が函館港-青森港間にフェリー航路を増設
- 1968年（昭和43年）東日本フェリーが道南海運の函館港-青森港航路を譲受
- 1972年（昭和47年）東日本フェリー傘下の道南自動車フェリーが函館港-青森港間に貨物フェリー航路を開設
- 1973年（昭和48年）共栄運輸・笹井海運作業（後の北日本海運）が共同の「青函フェリー」ブランドで貨物フェリー航路を開設。
- 1987年（昭和62年）4月1日 国鉄分割民営化によりJR北海道が青函連絡船を引き継ぐ
- 1988年（昭和63年）3月13日　青函トンネル開通。JR北海道、青函航路の定期運行を終了（正式廃止は同年9月19日）

青函トンネル開業後
- 1990年（平成2年）青函航路初の高速船として東日本フェリーがジェットフォイル「ゆにこん」を導入、1996年まで運航
- 1997年6月 東日本フェリー、単胴型高速フェリー「ゆにこん」就航（2000年引退）
- 2000年（平成12年）共栄運輸・北日本海運、道南自動車フェリー、一般旅客定期航路事業を開始
- 2007年（平成19年）9月1日 東日本フェリー、ウェーブピアサー型高速船「ナッチャンRera」就航
- 2008年（平成20年）
  - 5月 東日本フェリー、ウェーブピアサー型高速船「ナッチャンWorld」就航
  - 11月1日 東日本フェリーがウェーブピアサー型高速船の定期運航を終了。その後2009年からは「ナッチャンWorld」のみを用い夏季のみの臨時運航を実施。
  - 11月30日 東日本フェリーが青函航路から撤退し、翌日から傘下の道南自動車フェリーが在来船を継承し運航
- 2009年（平成21年）11月1日　道南自動車フェリーが東日本フェリーなどグループ会社2社を吸収合併し、社名を津軽海峡フェリーに変更
- 2012年（平成24年）8月19日 津軽海峡フェリーがこの年を最後にナッチャンWorldの夏季臨時運航を終了。
- 2022年（令和4年）4月1日 共栄運輸・北日本海運が合併、「青函フェリー株式会社」に一本化。

## 就航船
- 開拓使
  - 弘明丸 - 明治3年横須賀で建造されたスクーナー形木造汽船。206トンで定員100人。明治5年4月横浜の貿易商 鈴木保兵衛らが横浜-東京間で運航していた同船を購入。1873年（明治6年）1月24日から試験運航。同年12月より同航路専用運用化。札幌本道森-室蘭港の航路にも就航を要望されていたが、運航スケジュールの問題や辛未丸の就航によりキャンセルされた[9]。
- 小田藤吉
  - 青開丸
- 三菱
  - 浪花丸

- 国鉄による青函航路の就航船については青函連絡船を参照。
- 東日本フェリーによる就航船については会社記事を参照。
- 青函フェリーによる就航船については会社記事を参照。

## 桟橋
- 函館港
  - 東濱桟橋（東浜桟橋） - 旧桟橋[10]。1871年（明治4年）に改造され設置された桟橋で延長90尺、幅28尺、高さ水底から16尺あった。隣接する函館区所有の仮桟橋も鉄道院に借り上げられ利用された。こちらは延長59尺、幅24尺[11][12]。
  - 若松埠頭
  - 有川埠頭